# Campionats d'Europa de ciclisme en pista de 2016
Els Campionats d'Europa de ciclisme en pista de 2016 se celebren a Saint-Quentin-en-Yvelines (França) del 19 al 23 d'octubre de 2016.
Les competicions es realitzen al Vélodrome de Saint-Quentin-en-Yvelines. En total es competeixen en 23 disciplines, 12 de masculines i 11 de femenines.
En aquests campionats forma part de les proves el Campionat d'Europa de mig fons darrere motocicleta que s'havia disputat externament. També debuta el madison en categoria femenina.

## Resultats

### Masculí
| Prova                 | Or                                                                                                   | Argent                                                                                               | Bronze                                                                                           |
| Quilòmetre            | Quentin Lafargue · França                                                                            | Eric Engler · Alemanya                                                                               | Tomáš Bábek · Txèquia                                                                            |
| Keirin                | Tomáš Bábek · Txèquia                                                                                | Andri Vynokurov · Ucraïna                                                                            | Charlie Conord · França                                                                          |
| Velocitat individual  | Pavel Yakushevski · Rússia                                                                           | Roy van den Berg · Països Baixos                                                                     | Andri Vynokurov · Ucraïna                                                                        |
| Velocitat per equips  | Polònia · Maciej Bielecki · Kamil Kuczynski · Mateusz Rudyk · Mateusz Lipa (q)                       | Regne Unit · Jack Carlin · Ryan Owens · Joseph Truman                                                | Alemanya · Eric Engler · Robert Forstemann · Jan May                                             |
| Persecució individual | Corentin Ermenault · França                                                                          | Filippo Ganna · Itàlia                                                                               | Dion Beukeboom · Països Baixos                                                                   |
| Persecució per equips | França · Thomas Denis · Corentin Ermenault · Florian Maitre · Benjamin Thomas · Sylvain Chavanel (q) | Itàlia · Filippo Ganna · Simone Consonni · Francesco Lamon · Michele Scartezzini · Liam Bertazzo (q) | Regne Unit · Matthew Bostock · Oliver Wood · Kian Emadi-Coffin · Mark Stewart · Steven Burke (q) |
| Cursa per punts       | Niklas Larsen · Dinamarca                                                                            | Kenny De Ketele · Bèlgica                                                                            | Raman Ramanau · Belarús                                                                          |
| Madison               | Espanya · Sebastián Mora · Albert Torres                                                             | França · Morgan Kneisky · Benjamin Thomas                                                            | Bèlgica · Kenny De Ketele · Moreno De Pauw                                                       |
| Scratch               | Gaël Suter · Suïssa                                                                                  | Adrian Tekliński · Polònia                                                                           | Wim Stroetinga · Països Baixos                                                                   |
| Òmnium                | Albert Torres · Espanya                                                                              | Gaël Suter · Suïssa                                                                                  | Benjamin Thomas · França                                                                         |
| Cursa per eliminació  | Loic Perizzolo · Suïssa                                                                              | Christos Volikakis · Grècia                                                                          | Jiri Hochmann · Txèquia                                                                          |
| Mig Fons              | Stefan Schäfer · Alemanya                                                                            | Franz Schiewer · Alemanya                                                                            | Giuseppe Atzeni · Suïssa                                                                         |

### Femení
| Prova                 | Or | Argent                                                                                                 | Bronze                                                               |
| 500 metres            | Dària Xmeliova · Rússia                                                                                | Pauline Grabosch · Alemanya                                                                            | Anastassia Vóinova · Rússia                                          |
| Keirin                | Liubov Bassova · Ucraïna                                                                               | Nicky Degrendele · Bèlgica                                                                             | Simona Krupeckaitė · Lituània                                        |
| Velocitat individual  | Simona Krupeckaitė · Lituània                                                                          | Anastassia Vóinova · Rússia                                                                            | Tania Calvo · Espanya                                                |
| Velocitat per equips  | Rússia · Anastassia Vóinova · Dària Xmeliova                                                           | Espanya · Tania Calvo · Helena Casas                                                                   | Lituània · Simona Krupeckaitė · Miglė Marozaitė                      |
| Persecució individual | Katie Archibald · Regne Unit                                                                           | Justyna Kaczkowska · Polònia                                                                           | Anna Turvey · Irlanda                                                |
| Persecució per equips | Itàlia · Elisa Balsamo · Tatiana Guderzo · Simona Frapporti · Silvia Valsecchi · Francesca Pattaro (q) | Polònia · Justyna Kaczkowska · Katarzyna Pawłowska · Daria Pikulik · Nikol Plosaj · Lucja Pietrzak (q) | Regne Unit · Emily Kay · Dannielle Khan · Manon Lloyd · Emily Nelson |
| Cursa per punts       | Kirsten Wild · Països Baixos                                                                           | Jolien D'Hoore · Bèlgica                                                                               | Katarzyna Pawłowska · Polònia                                        |
| Madison               | Bèlgica · Jolien D'Hoore · Lotte Kopecky                                                               | Regne Unit · Emily Kay · Emily Nelson                                                                  | Països Baixos · Nina Kessler · Kirsten Wild                          |
| Scratch               | Ausrine Trebaite · Lituània                                                                            | Elinor Barker · Regne Unit                                                                             | Kirsten Wild · Països Baixos                                         |
| Òmnium                | Katie Archibald · Regne Unit                                                                           | Kirsten Wild · Països Baixos                                                                           | Lotte Kopecky · Bèlgica                                              |
| Cursa per eliminació  | Kirsten Wild · Països Baixos                                                                           | Katie Archibald · Regne Unit                                                                           | Laurie Berthon · França                                              |

## Medaller
| Posició | País          | Or | Plata | Bronze | Total |
| 1       | França        | 3  | 1     | 3      | 7     |
| 2       | Rússia        | 3  | 1     | 1      | 5     |
| 3       | Regne Unit    | 2  | 4     | 2      | 8     |
| 4       | Països Baixos | 2  | 2     | 4      | 8     |
| 5       | Suïssa        | 2  | 1     | 1      | 4     |
| 5       | Espanya       | 2  | 1     | 1      | 4     |
| 7       | Lituània      | 2  | 0     | 2      | 4     |
| 8       | Bèlgica       | 1  | 3     | 2      | 6     |
| 9       | Alemanya      | 1  | 3     | 1      | 5     |
| 9       | Polònia       | 1  | 3     | 1      | 5     |
| 11      | Itàlia        | 1  | 2     | 0      | 3     |
| 12      | Ucraïna       | 1  | 1     | 1      | 3     |
| 13      | Txèquia       | 1  | 0     | 2      | 3     |
| 14      | Dinamarca     | 1  | 0     | 0      | 1     |
| 15      | Grècia        | 0  | 1     | 0      | 1     |
| 16      | Irlanda       | 0  | 0     | 1      | 1     |
| 16      | Belarús       | 0  | 0     | 1      | 1     |
| Total   | Total         | 23 | 23    | 23     | 69    |